# Charity Waciuma
Charity Waciuma (ur. 1936 w Naaro) – kenijska pisarka. Wydała kilka powieści dla młodzieży oraz powieść autobiograficzną "Daughter of Mumbi". W latach 60. Waciuma oraz Grace Ogot stały się pierwszymi kenijskimi pisarkami, których dzieła zostały opublikowane w języku angielskim.

## Życiorys
Charity dorastała w Kenii przed uzyskaniem przez nią niepodległości, w trakcie gwałtownych walk antykolonialnych pomiędzy Mau Mau a kolonialną administracją Wielkiej Brytanii. Jej imię zostało wybrane zgodnie z tradycją nadawania imion Kikuyu. Jej książki koncentrują się na napięciu pomiędzy wartościami tradycyjnym i a zachodnimi. W twórczości dziecięcej przewija się folklor, tradycja i historia Kikuyu.
Waciuma była jedną z pionierek wśród kenijskich pisarek. Jej autobiografia pt. "Daughter of Mumbi", opublikowana w 1969 roku, opowiada o napięciach odczuwanych przez nastolatka, który rozdarty jest pomiędzy byciem wiernym tradycyjności a ojcem, który popiera nowoczesność, czyli brytyjskie rządy kolonialne. Książka poświęcona jest jej ojcu, który zginął w wypadku w trakcie Mau Mau.
Waciuma nie została obrzezana wbrew tradycji Kiyuku. Była jedną z pierwszych afrykańskich pisarek, która zajęła się tym wrażliwym społecznie tematem.
Jej prace zostały włączone do antologii "Córki Afryki" opublikowanej w 1992 roku przez Margaret Busby w Nowym Jorku i Londynie.

## Twórczość
- Mweru, the Ostrich Girl, 1966
- The Golden Feather, 1966
- Daughter of Mumbi, 1969
- Merry-Making, 1972
- Who's Calling?, 1973